# Gürgentepe
Gürgentepe là một huyện thuộc tỉnh Ordu, Thổ Nhĩ Kỳ. Huyện có diện tích 143 km² và dân số thời điểm năm 2007 là 20098 người, mật độ 141 người/km².